# SR Veículos Especiais
A SR Veículos Especiais foi uma das maiores empresas brasileiras especializada em transformação de veículos. 
Criada por Eduardo de Souza Ramos (de onde vem a sigla SR), seus veículos de maior sucesso foram as pick-ups. Durou de 1979 a 1996, quando fechou as portas.
Dentre seus produtos de maior sucesso, estão:
- Ibiza
- Max Sport
- Max Sport 2
- Deserter Rally
- Deserter XK
- Deserter 2
- Country XK